# Hybomitra tsuchimaensis
Hybomitra tsuchimaensis är en tvåvingeart som beskrevs av Hayakawa, Yoneyama och Inaoka 1980. Hybomitra tsuchimaensis ingår i släktet Hybomitra och familjen bromsar. Inga underarter finns listade i Catalogue of Life.